# Résolution ES-10/22 de l'Assemblée générale des Nations unies
La résolution ES-10/22 de l'Assemblée générale des Nations unies est une résolution de la dixième session extraordinaire d'urgence de l'Assemblée générale des Nations unies appelant à un cessez-le-feu immédiat dans la guerre entre Israël et le Hamas, à la libération « immédiate et inconditionnelle » des otages, à « garantir l'accès humanitaire » et au respect par « toutes les parties de leurs obligations en vertu du droit international ».

## Procédures et contexte
Le 27 octobre 2023, l'Assemblée générale a adopté la résolution ES-10/21 appelant à une trêve humanitaire par 121 voix pour, 14 contre et 44 abstentions.
La résolution ES-10/22 fait suite à une motion similaire appelant à un cessez-le-feu immédiat et à la libération des otages au Conseil de sécurité de l'ONU (CSNU) proposée par les Émirats arabes unis. La résolution a reçu 13 voix pour et 1 abstention, les États-Unis y ayant opposé leur veto.
La résolution proposée par l'Égypte a reçu un amendement de l'Autriche, qui a inséré la phrase « détenus par le Hamas et d'autres groupes », en relation avec les otages détenus par le Hamas et d'autres groupes à Gaza, et a inséré le mot « immédiat » lorsqu'il était question de garantir le maintien de l'accès humanitaire, qui n'a pas obtenu la majorité des deux tiers requise, avec 89 voix pour, 61 contre et 21 abstentions, et n'a donc pas été adopté. Un amendement des États-Unis d'Amérique, demandant que le premier paragraphe de la résolution rejette et condamne « les attaques terroristes odieuses du Hamas qui ont eu lieu en Israël à partir du 7 octobre 2023 et la prise d'otages », a recueilli 84 voix pour, 62 contre et 25 abstentions et n'a donc pas atteint le seuil des deux tiers pour être adopté.

## Bilan des votes
| En faveur (153) États parrains (marqués par †) | Abstentions (23) | Contres (10) | Absents (7)                                                                          |
| --- | --- | --- | ------------------------------------------------------------------------------------ |
| \| Afghanistan † Albanie Algérie † Andorre Angola † Antigua-et-Barbuda † Arménie Australie Azerbaïdjan † Bahamas † Bahreïn † Bangladesh † Barbade † Biélorussie † Belgique † Belize † Bénin † Bhoutan Bolivie † Bosnie-Herzégovine † Botswana † Brésil † Brunei † Burundi Cambodge † Canada République centrafricaine † Tchad † Chili † Chine † Colombie † Comores † Congo † Costa Rica † Côte d'Ivoire Croatie Cuba † Chypre République démocratique du Congo Danemark Djibouti † Dominique † République dominicaine Équateur Égypte † Salvador † Érythrée † Estonie Éthiopie † Fidji † Finlande † France Gabon Gambie † Ghana Grèce Grenade † Guinée Guinée-Bissau † Guyana † Honduras † Islande † Inde Indonésie † Iran Irak † Irlande † Jamaïque † Japon Jordanie † Kazakhstan Kenya † Koweït † Kirghizistan † Laos † Lettonie Liban † \| Lesotho † Libye † Liechtenstein Luxembourg † Madagascar Malaisie † Maldives † Mali Malte † Mauritanie † Maurice Mexique † Monaco Mongolie Monténégro Maroc † Mozambique † Birmanie † Namibie † Népal Nouvelle-Zélande Nicaragua † Niger Nigéria † Corée du Nord † Macédoine du Nord Norvège † Oman † Pakistan Pérou † Philippines † Pologne Portugal † Qatar † Moldavie Russie † Rwanda Saint-Christophe-et-Niévès † Sainte-Lucie † Saint-Vincent-et-les-Grenadines † Samoa Saint-Marin † Arabie saoudite † Sénégal † Serbie Seychelles Sierra Leone Singapour † Slovénie † Îles Salomon Somalie † Afrique du Sud † Corée du Sud Espagne † Sri Lanka † Soudan † Suriname † Suède Suisse Syrie Tadjikistan † Tanzanie Thaïlande Timor oriental † Trinité-et-Tobago † Tunisie † Tuvalu Turquie † Ouganda † Émirats arabes unis † Ouzbékistan † Vanuatu Vietnam † Yémen † Zambie † Zimbabwe † \| | Argentine Bulgarie Cap-Vert Cameroun Guinée équatoriale Géorgie Allemagne Hongrie Italie Lituanie Malawi Îles Marshall Pays-Bas Palaos Panama Roumanie Slovaquie Soudan du Sud Togo Tonga Ukraine Royaume-Uni Uruguay | Autriche République tchèque Guatemala Israël Libéria Micronésie Nauru Papouasie-Nouvelle-Guinée Paraguay États-Unis | Burkina Faso Eswatini Haïti Kiribati Sao Tomé-et-Principe Turkménistan † Venezuela † |
| États observateurs : Vatican et État de Palestine† | | |                                                                                      |
| Afghanistan † Albanie Algérie † Andorre Angola † Antigua-et-Barbuda † Arménie Australie Azerbaïdjan † Bahamas † Bahreïn † Bangladesh † Barbade † Biélorussie † Belgique † Belize † Bénin † Bhoutan Bolivie † Bosnie-Herzégovine † Botswana † Brésil † Brunei † Burundi Cambodge † Canada République centrafricaine † Tchad † Chili † Chine † Colombie † Comores † Congo † Costa Rica † Côte d'Ivoire Croatie Cuba † Chypre République démocratique du Congo Danemark Djibouti † Dominique † République dominicaine Équateur Égypte † Salvador † Érythrée † Estonie Éthiopie † Fidji † Finlande † France Gabon Gambie † Ghana Grèce Grenade † Guinée Guinée-Bissau † Guyana † Honduras † Islande † Inde Indonésie † Iran Irak † Irlande † Jamaïque † Japon Jordanie † Kazakhstan Kenya † Koweït † Kirghizistan † Laos † Lettonie Liban † | Lesotho † Libye † Liechtenstein Luxembourg † Madagascar Malaisie † Maldives † Mali Malte † Mauritanie † Maurice Mexique † Monaco Mongolie Monténégro Maroc † Mozambique † Birmanie † Namibie † Népal Nouvelle-Zélande Nicaragua † Niger Nigéria † Corée du Nord † Macédoine du Nord Norvège † Oman † Pakistan Pérou † Philippines † Pologne Portugal † Qatar † Moldavie Russie † Rwanda Saint-Christophe-et-Niévès † Sainte-Lucie † Saint-Vincent-et-les-Grenadines † Samoa Saint-Marin † Arabie saoudite † Sénégal † Serbie Seychelles Sierra Leone Singapour † Slovénie † Îles Salomon Somalie † Afrique du Sud † Corée du Sud Espagne † Sri Lanka † Soudan † Suriname † Suède Suisse Syrie Tadjikistan † Tanzanie Thaïlande Timor oriental † Trinité-et-Tobago † Tunisie † Tuvalu Turquie † Ouganda † Émirats arabes unis † Ouzbékistan † Vanuatu Vietnam † Yémen † Zambie † Zimbabwe † | |                                                                                      |

Il s'agit d'un vote parodié sur l'ES-10/21 du 8 décembre 2023, pendant la guerre de 2023 entre Israël et le Hamas sur le cessez-le-feu et les obligations humanitaires.
| En faveur (120) | Abstentions (38) | Contre (10)                                                                                             | Absents (25) |
| --- | --- | --- | --- |
| \| Afghanistan Algérie Andorre Angola Antigua-et-Barbuda Arménie Azerbaïdjan Bahamas Bahreïn Bangladesh Barbade Biélorussie Belize Bhoutan Bolivie Bosnie-Herzégovine Botswana Brésil Brunei Tchad Chili Chine Colombie Comores Congo Costa Rica Côte d'Ivoire Cuba Danemark Djibouti République dominicaine Équateur Égypte Salvador Érythrée Estonie Fidji Finlande France Grèce Guinée Guyana Honduras Islande Inde Indonésie Iran Irak Irlande Japon Jordanie Kazakhstan Kenya Koweït Kirghizistan Laos Liban Lesotho Libye \| Liechtenstein Luxembourg Malaisie Maldives Mali Malte Mauritanie Monaco Mongolie Monténégro Maroc Mozambique Birmanie Namibie Népal Nouvelle-Zélande Niger Nigéria Corée du Nord Oman Pakistan Pérou Philippines Pologne Portugal Qatar Corée du Sud Moldavie Russie Sainte-Lucie Saint-Vincent-et-les-Grenadines Saint-Marin Arabie saoudite Sénégal Serbie Sierra Leone Singapour Slovénie Afrique du Sud Espagne Sri Lanka Soudan Suriname Suisse Syrie Tadjikistan Tanzanie Thaïlande Timor oriental Trinité-et-Tobago Tunisie Tuvalu Turquie Ouganda Émirats arabes unis Ouzbékistan Vietnam Yémen Zimbabwe \| | Albanie Argentine Australie Belgique Bulgarie Cap-Vert Cameroun Croatie Chypre Guinée équatoriale Éthiopie Géorgie Allemagne Ghana Hongrie Italie Lettonie Lituanie Malawi Îles Marshall Mexique Pays-Bas Macédoine du Nord Norvège Panama Paraguay Roumanie Rwanda Slovaquie Soudan du Sud Suède Tonga Ukraine Royaume-Uni Uruguay Vanuatu Zambie | Autriche Canada Tchéquie Guatemala Israël Libéria Micronésie Nauru Papouasie-Nouvelle-Guinée États-Unis | Bénin Burkina Faso Burundi Cambodge République centrafricaine République démocratique du Congo Dominique Eswatini Gabon Gambie Grenade Guinée-Bissau Haïti Jamaïque Kiribati Madagascar Saint-Christophe-et-Niévès Sao Tomé-et-Principe Seychelles Îles Salomon Somalie Togo Turkménistan Venezuela |
| États observateurs : Vatican et État de Palestine | | | |
| Afghanistan Algérie Andorre Angola Antigua-et-Barbuda Arménie Azerbaïdjan Bahamas Bahreïn Bangladesh Barbade Biélorussie Belize Bhoutan Bolivie Bosnie-Herzégovine Botswana Brésil Brunei Tchad Chili Chine Colombie Comores Congo Costa Rica Côte d'Ivoire Cuba Danemark Djibouti République dominicaine Équateur Égypte Salvador Érythrée Estonie Fidji Finlande France Grèce Guinée Guyana Honduras Islande Inde Indonésie Iran Irak Irlande Japon Jordanie Kazakhstan Kenya Koweït Kirghizistan Laos Liban Lesotho Libye | Liechtenstein Luxembourg Malaisie Maldives Mali Malte Mauritanie Monaco Mongolie Monténégro Maroc Mozambique Birmanie Namibie Népal Nouvelle-Zélande Niger Nigéria Corée du Nord Oman Pakistan Pérou Philippines Pologne Portugal Qatar Corée du Sud Moldavie Russie Sainte-Lucie Saint-Vincent-et-les-Grenadines Saint-Marin Arabie saoudite Sénégal Serbie Sierra Leone Singapour Slovénie Afrique du Sud Espagne Sri Lanka Soudan Suriname Suisse Syrie Tadjikistan Tanzanie Thaïlande Timor oriental Trinité-et-Tobago Tunisie Tuvalu Turquie Ouganda Émirats arabes unis Ouzbékistan Vietnam Yémen Zimbabwe | | |

## Projet d'amendement
Vote avec 89 pour, 61 contre, 20 abstentions et 23 absents.
| En faveur (89) | Contre (61) | Abstentions (20) | Absents (23) |
| --- | --- | --- | --- |
| Albanie Andorre Argentine Arménie Australie Autriche Barbade Belgique Bosnie-Herzégovine Bulgarie Cap-Vert Cambodge Canada Chili Colombie Costa Rica Croatie Chypre Tchéquie Danemark Équateur Estonie Éthiopie Fidji Finlande France Géorgie Allemagne Ghana Grèce Guatemala Honduras Hongrie Islande Inde Irlande Israël Italie Japon Kenya Lettonie Libéria Liechtenstein Lituanie Luxembourg Malawi Malte Îles Marshall Mexique Micronésie Monaco Monténégro Birmanie Nauru Népal Pays-Bas Nouvelle-Zélande Macédoine du Nord Norvège Palaos Papouasie-Nouvelle-Guinée Paraguay Pérou Philippines Pologne Portugal Moldavie Roumanie Rwanda Samoa Saint-Marin Serbie Seychelles Singapour Slovaquie Slovénie Îles Salomon Corée du Sud Soudan du Sud Espagne Suède Suisse Timor oriental Tonga Tuvalu Ukraine Royaume-Uni États-Unis Uruguay | Afghanistan Algérie Bahreïn Bangladesh Biélorussie Belize Bénin Bolivie Brunei Burundi Tchad Chine Comores Congo Cuba Djibouti Dominique Égypte Salvador Érythrée Gambie Guyana Indonésie Iran Irak Jordanie Koweït Kirghizistan Liban Libye Malaisie Maldives Mali Mauritanie Maroc Namibie Nicaragua Nigéria Corée du Nord Oman Pakistan Qatar Russie Sainte-Lucie Saint-Vincent-et-les-Grenadines Arabie saoudite Sénégal Somalie Afrique du Sud Sri Lanka Soudan Syrie Tadjikistan Tanzanie Trinité-et-Tobago Tunisie Turquie Ouganda Émirats arabes unis Yémen Zimbabwe | Angola Antigua-et-Barbuda Bahamas Bhoutan Botswana Brésil Côte d'Ivoire République dominicaine Guinée Guinée-Bissau Jamaïque Laos Lesotho Mongolie Mozambique Panama Suriname Thaïlande Togo Vanuatu | Azerbaïdjan Burkina Faso Cameroun République centrafricaine République démocratique du Congo Guinée équatoriale Eswatini Gabon Grenade Haïti Kazakhstan Kiribati Madagascar Maurice Niger Saint-Christophe-et-Niévès Sao Tomé-et-Principe Sierra Leone Turkménistan Ouzbékistan Venezuela Vietnam Zambie |
| États observateurs : Vatican et État de Palestine | | | |

Vote pour 84 pour, 62 contre, 25 abstentions et 22 absents
| En faveur (84) | Contre (62) | Abstentions (25) | Absents (22) |
| --- | --- | --- | --- |
| Albanie Andorre Argentine Arménie Australie Autriche Barbade Belgique Bosnie-Herzégovine Bulgarie Cap-Vert Canada Chili Costa Rica Croatie Chypre Tchéquie Danemark Équateur Estonie Fidji Finlande France Géorgie Allemagne Ghana Grèce Guatemala Honduras Hongrie Islande Inde Irlande Israël Italie Japon Kenya Lettonie Libéria Liechtenstein Lituanie Luxembourg Malawi Malte Îles Marshall Micronésie Monaco Monténégro Birmanie Nauru Népal Pays-Bas Nouvelle-Zélande Macédoine du Nord Norvège Palaos Papouasie-Nouvelle-Guinée Paraguay Pérou Philippines Pologne Portugal Moldavie Roumanie Samoa Saint-Marin Serbie Seychelles Singapour Slovaquie Slovénie Îles Salomon Corée du Sud Soudan du Sud Espagne Suède Suisse Timor oriental Tonga Tuvalu Ukraine Royaume-Uni États-Unis Uruguay | Afghanistan Algérie Bahreïn Bangladesh Biélorussie Belize Bénin Bolivie Brunei Burundi République centrafricaine Tchad Chine Comores Congo Cuba Djibouti Dominique Égypte Salvador Érythrée Gambie Guyana Indonésie Iran Irak Jordanie Koweït Kirghizistan Liban Libye Malaisie Maldives Mali Mauritanie Maroc Namibie Nicaragua Nigéria Corée du Nord Oman Pakistan Qatar Russie Sainte-Lucie Saint-Vincent-et-les-Grenadines Arabie saoudite Sénégal Somalie Afrique du Sud Sri Lanka Soudan Syrie Tadjikistan Tanzanie Trinité-et-Tobago Tunisie Turquie Ouganda Émirats arabes unis Yémen Zimbabwe | Angola Antigua-et-Barbuda Bahamas Bhoutan Botswana Brésil Cambodge Colombie Côte d'Ivoire République dominicaine Éthiopie Grenade Guinée Guinée-Bissau Jamaïque Laos Lesotho Mexique Mongolie Mozambique Panama Suriname Thaïlande Togo Vanuatu | Azerbaïdjan Burkina Faso Cameroun République démocratique du Congo Guinée équatoriale Eswatini Gabon Haïti Kazakhstan Kiribati Madagascar Maurice Niger Rwanda Saint-Christophe-et-Niévès Sao Tomé-et-Principe Sierra Leone Turkménistan Ouzbékistan Venezuela Vietnam Zambie |
| États observateurs: Vatican et État de Palestine | | | |

## Réponse
Le 13 décembre, la ministre australienne des Affaires étrangères Penny Wong a déclaré que l'Australie soutenait la résolution par inquiétude pour les civils de la bande de Gaza, ajoutant que « l'Australie a toujours affirmé le droit d'Israël à se défendre. Ce faisant, nous avons déclaré qu'Israël doit respecter le droit international humanitaire, les civils et les infrastructures civiles, y compris les hôpitaux. » Reuters a décrit cela comme « une rare rupture avec les États-Unis » et a noté que le Canada, l'Australie et la Nouvelle-Zélande ont publié une déclaration commune le 12 décembre en faveur du cessez-le-feu,. Riyad Mansour, l' ambassadeur palestinien aux Nations unies, a qualifié le vote d'« historique » et a déclaré que la résolution exigeait la fin du conflit, ajoutant que « nous ne nous reposerons pas tant qu'Israël n'aura pas satisfait à cette exigence ». Le représentant permanent israélien aux Nations unies, Gilad Erdan, a déclaré que la résolution était une tentative « honteuse » de restreindre Israël, et a affirmé que « la poursuite de l'opération israélienne à Gaza est le seul moyen de libérer les otages »,. Il a également affirmé que le soutien à la résolution donnait aux terroristes « un laissez-passer gratuit », a déclaré qu'« un cessez-le-feu prolongerait la mort et la destruction dans la région » et a déclaré que la résolution était « hypocrite »,.
Mathu Joyini, représentant de l'Afrique du Sud auprès de l'ONU, a évoqué l'expérience douloureuse de l'Afrique du Sud avec l'apartheid et a déclaré que les pays devaient agir « conformément au droit international » et a qualifié la résolution d'« occasion de montrer que l'ONU n'est pas sourde aux souffrances des plus vulnérables ». Munir Akram, représentant permanent du Pakistan auprès de l'ONU, a dénoncé les amendements proposés par les États-Unis et l'Autriche, qui « condamnent seulement une partie mais exonèrent l'autre » et arguant que la faute « doit être imputée aux deux parties, en particulier à Israël », et a noté que si le Hamas était nommé, mais pas Israël, cela « fournirait une justification à la machine de guerre israélienne pour continuer sa roulette de la mort »,. Linda Thomas-Greenfield, l' ambassadrice des États-Unis à l'ONU, a déclaré que les États-Unis considéraient la situation humanitaire à Gaza comme « désastreuse » et que « les civils doivent être protégés par le droit humanitaire international », elle a exhorté les pays à soutenir un amendement condamnant le Hamas et a déclaré qu'un « cessez-le-feu serait au mieux temporaire et au pire dangereux pour les Israéliens et les Palestiniens ». Izzat Al-Rishq, membre du Bureau politique du Hamas, a salué la résolution et condamné ce qu'il a décrit comme une « guerre de génocide et de nettoyage ethnique » contre les Palestiniens.
Abdulaziz Alwasil, l'ambassadeur saoudien à l'ONU, a soutenu la résolution, affirmant que l'Arabie saoudite votait en faveur de la fin des « souffrances causées par une attaque militaire inhumaine des forces d'occupation israéliennes », appelant à un cessez-le-feu immédiat pour mettre fin au conflit et à la nécessité d'une « solution globale et juste à la question palestinienne » alignée sur l' Initiative de paix arabe, la solution à deux États et la création d'un « État palestinien avec Jérusalem pour capitale ». Le représentant permanent de la Chine auprès des Nations unies, Zhang Jun, a déclaré que les événements de Gaza « sont une tragédie et que nous devons faire davantage ». Dans un communiqué de presse du 12 décembre, le directeur exécutif national du Conseil des relations américano-islamiques, Nihad Awad, a exprimé son soutien à la résolution et a appelé le gouvernement américain à « changer de cap » et les pays du monde entier à « faire pression sur le gouvernement israélien pour qu'il mette fin à sa campagne de terreur à Gaza ». Dans une déclaration aux journalistes appuyant le vote du Canada en faveur de la résolution, la ministre des Affaires étrangères Mélanie Joly a déclaré : « Depuis le début, nous avons dit qu'Israël a le droit de se défendre. La manière dont Israël se défend est importante. Ce qui se déroule sous nos yeux ne fera qu'aggraver le cycle de la violence. Cela ne mènera pas à une défaite durable du Hamas. » L'ambassadeur du Canada à l'ONU, Bob Rae, a déclaré à CBC que le « statu quo » des combats n'est pas tenable « d'un point de vue humanitaire », tandis que les députés libéraux Anthony Housefather et Marco Mendicino étaient en désaccord avec le vote du Canada à l'ONU.